# 森口博子のクイズでヒューヒュー
『森口博子のクイズでヒューヒュー』（もりぐちひろこのクイズでヒューヒュー）はタイトーから1995年にリリースされたアーケード版のクイズゲーム。

## 概要
前作『ゆうゆのクイズでGO!GO!』に続くタレントを起用したタイトーのクイズゲーム第2弾。森口博子が架空のテレビ番組（ゲーム開始時に時報が鳴ったり、提供テロップが表示される）の司会となり、2種類の番組コース（後述）から選び、コーナーとして1種類のクイズが森口より出題され（ただし文章と取り込み画像アニメーションのみで声は流れない）、問題を解いていく。
前作のような正答率クリア制ではなく、一般のクイズゲームと同様の「ノルマ制＋ライフ制」となり、時間とコインがあればコンティニューを使って誰でもクリア出来るようになっている。全コーナーをクリアすると、森口からご褒美として「おどり」「サイン」「キス」「得意顔」のいずれかが披露される。

## ゲームのルール
4択クイズ（○×クイズのみ2択）が出題され、10秒以内に4ボタンを使って正解と思われる選択肢のボタンを押す。正解すればノルマが1減り、残りノルマの数が0になればコーナークリアとなる。ゲーム開始時ライフが3つあり、不正解・タイムオーバーの場合はライフが1減る。ライフが0になればゲーム終了。ライフは高得点もしくはボーナスゲームの結果次第で増える。
正解すると残り時間の秒数×100点が加算され、連続で正解すると加算される点数が（連続正解数）倍になる。また、問題数や時間の制限があるコーナーをクリアするとボーナス得点が加算される。
全20コーナーのクイズに挑戦し、最終コーナーをクリアすればエンディングとなる。途中5コーナー毎にボーナスゲームがあり、ミニゲームで定められたノルマ以上の得点に達するとライフが増える。

## 番組コース
最初に番組コースを選択する。全20コーナー、5コーナー毎にボーナスゲームがある点は共通。
ヒュー！ヒュー！森口のクイズ大王
クイズに対する能力を検定するコース。5コーナー毎の正解率により能力ランクが決定され、ランクによってクイズの形式や難易度が変化する。
博子のお部屋でヒュー！ヒュー！
明日の運勢を占うコース。「博子お姉さんの占ってみよう」と題して、5コーナー毎に「金運」「仕事運」「恋愛運」「健康運」のどれかを選択し、それらに沿った質問が1問出され、5コーナー終了後に結果が発表される。最終5コーナーは運勢の選択が出来ないが、選択した3つの運勢によって総合運を決定する。

## クイズの種類
コーナー毎に出題されるクイズを以下に示す。○×クイズ以外は全て4択クイズ。
○×クイズ
ゲーム開始時、森口が「突然ですが…」と発した直後に出題されるクイズ。時間制限タイムクイズや勝ち抜けノルマクイズの形式になることもある。
文章クイズ
ノンジャンルによる通常の4択クイズ。
サイコロノルマクイズ
2つのサイコロを回し、出た目の合計がノルマ数となる。
ジャンルクイズ
4つのジャンルから選択出来る（ステージによっては、選んだジャンルがさらに4つのサブジャンルに細分化される）。最終コーナーは必ずジャンルクイズとなる。
高速セレクトジャンルクイズ
4つのジャンルから選択出来るが、ルーレットで止まったジャンルが採用となるため、タイミングよくボタンを押さなければならない。
年代セレクトクイズ
「60年代」「70年代」「80年代」「90年代」の中から選択出来る。その年代に関するクイズが出題。
ヒントクイズ
幾つかのヒントから連想される物を当てるクイズ。
判断力クイズ
「横綱・大関・○・小結」「マラソンの距離は42.1○5km」等、とっさの判断で答えるクイズ。
虫食い文章クイズ
虫食い状態の文章から答えを当てるクイズ。時間が経過すると少しずつ虫食い状態が減少する。
ビジュアルクイズ
選択肢がイラストで表示されたクイズ。
部分映像クイズ
そのイラストが何かを当てるクイズ。見たままなのでクイズというよりも常識力テストに近い。
拡大映像クイズ
ズームアップされた物が何かを当てるクイズ。
モザイク映像クイズ
モザイク状態で表示された物が何かを当てるクイズ。
シルエット映像クイズ
シルエットで登場した物が何かを当てるクイズ。
時間制限タイムクイズ
限られた時間内で決められたノルマ以上の正解を目指すクイズ。不正解でもライフは減らないが、ノルマ未達成の場合は「特訓」と称して通常通りライフが減る文章クイズに移行する。
勝ち抜けノルマクイズ
限られた問題数で決められたノルマ以上の正解を目指すクイズ。不正解でもライフは減らないが、ノルマ未達成の場合は「特訓」と称して通常通りライフが減る文章クイズに移行する。
森口博子問題
最終コーナーのジャンルクイズの中に入っている。森口博子本人に関するクイズが出題される。前作の「ゆうゆ問題」に相当。
なお、クイズの途中でノルマが保持されたまま別の形式のクイズに移行することがある。
また、特定のステージでは「テレビジャック魔王」なるお邪魔キャラが登場する。こうなると現在進行中のクイズが一時中断され、魔王からの文章クイズ（難易度が高い上に問題文が画像処理でふらついて表示される）をクリアしないと元のクイズに戻れなくなってしまう。

## ボーナスゲーム
5コーナー毎にボーナスゲームがある。ノルマ達成でライフが追加される。
サルチョップ
サルが店のバナナめがけて走ってくるので、タイミングよくハリセンでたたくと30点。300点以上でノルマ達成。
サルの指数とび
光った丸太に素早く飛び乗ると30点、失敗するとやかんが落ちてくる。300点以上でノルマ達成。
桃源郷のぼり
ボタンを連打して山の上にある桃源郷まで上るとノルマ達成。
尻相撲
ボタンを連打して尻で相手を落とすとノルマ達成。